# The Illustrated Police News
The Illustrated Police News est un périodique hebdomadaire illustré britannique. Fondé en 1864, c'est l'un des premiers tabloïds anglo-saxons à gros tirage. Régulièrement, le journal a publié des reportages à sensations et mélodramatiques, lesquels ont été accompagnés d'illustrations de scènes de meurtres et de pendaison. Dans ce dernier cas, il a imité les « execution broadsheets » (« Avis d'exécution ») du XVIIIe siècle.

## Histoire
Fondé en 1864, The Illustrated Police News s'inspire du journal The Illustrated London News, fondé en 1842, qui a démontré que les publications comprenant des illustrations pouvaient être écoulées en très grande quantité. Sa réputation de journal à sensations est apparue à l'époque où Jack l'Éventreur sévissait à Londres (« the Whitechapel Murders » entre 1888 et 1891).
Déjà en 1825, avaient paru à Londres avec succès The Terrific Register: Or, Record of Crimes, Judgments, Providences, and Calamities, en deux volumes, compilations de scènes de crimes illustrées non sans outrance.
Au début du XXe siècle, The Illustrated Police News a publié une série d'articles sur le « problème de l'émigration étrangère » qui a avalisé la xénophobie et la paranoïa chez les lecteurs de la classe ouvrière.
Le journal a cessé de publier en 1938. 

### Citations originales
1. ↑  (en) « alien immigration question »